# Климент XI (папа)
Климент XI  (на латински: Clemens PP. XI) е римски папа с двадесетгодишен понтификат през осемнадесети век. Италианец по народност, от албански произход, тъй като неговите предци са били сред войниците на Скендербег.